# Septizonium
Het Septizonium (ook bekend als Septicodium en Septizodium) was een monumentaal nymphaeum in het oude Rome.

## Geschiedenis
Het Septizonium werd gebouwd in 203 door keizer Septimius Severus. Het stond op de plaats waar de Via Appia langs de voet van de Palatijn heuvel liep, recht tegenover de kerk San Gregorio Magno. Severus had in de eerste jaren van de derde eeuw een nieuw paleis laten bouwen op de Palatijn en het Septizonium was de fraaie afsluiting van de bouwactiviteiten. Het was een belangrijk monument, aangezien het grondplan is afgebeeld op de Forma Urbis Romae, de grote marmeren stadskaart uit de tijd van Severus, die in de Vredestempel hing. Een praktisch doel voor het Septizonium is niet bekend, waarschijnlijk diende de monumentale façade om bezoekers die voor het eerst de stad binnentraden te imponeren en daarnaast wat simpele bijgebouwen van het paleis van Severus uit het zicht te houden.
De herkomst van de naam "Septizonium" is niet duidelijk, maar het gebouw is mogelijk vernoemd naar de zeven planetaire goden, of omdat het oorspronkelijk bestond uit zeven delen. De suggestie dat het bouwwerk zijn naam ontleende aan het feit dat het zeven verdiepingen zou hebben gehad is onwaarschijnlijk, gezien de enorme hoogte die het dan gehad zou hebben.
Ook een mogelijkheid is dat het gebouw vernoemd is naar de zeven nederzettingen (sept) die in de periode 830-630 v.Chr. naar elkaar toegroeiden en uiteindelijk het Septimontium vormden. Het gebouw zou dan een verwijzing zijn naar deze cruciale fase in de geschiedenis van de Romeinse stad.

## Het gebouw
Het Septizonium was drie verdiepingen hoog en bestond uit zeven verschillende secties, waarvan er een aantal ten opzichte van de naastgelegen delen een stuk naar achteren waren gebouwd. Dit gaf een extra diepte-effect. De façade was versierd met composietzuilen, talrijke standbeelden in nissen, fonteinen en planten. In de middelste nis stond het standbeeld van Septimius Severus zelf opgesteld.

## Verval en afbraak
Na de Romeinse tijd raakte het Septizonium beschadigd door aardbevingen en roof van het marmer en standbeelden. Rond de 10e eeuw werd het, zoals vele andere antieke monumenten, ingebouwd in een fortificatie van een machtige Romeinse familie, in dit geval de Frangipane. Later werd dit gebouw gebruikt door de geestelijken van de tegenovergelegen San Gregorio Magno. Nadat dit fort weer was afgebroken, stond er in de 16e eeuw alleen nog maar het buitenste oostelijke deel van het oorspronkelijke Septizonium overeind. Zelfs dit laatste deel mocht niet blijven staan toen paus Sixtus V weer marmer nodig had voor een bouwwerk. Hij gaf in 1588 zijn architect Dominico Fontana opdracht de laatste blokken marmer van het Septizonium te gebruiken voor de bouw van de zogenaamde "Quattro Fontane" op de kruising van de via Quattro Fontane en de Via del Quirinale-Via XX Settembre, waar deze nog steeds te zien zijn.
In de jaren voor de sloop van het laatste restant van het Septizonium hebben verscheidene kunstenaars uit de Renaissance deze resten nog nagetekend. Hierdoor kan men een redelijke reconstructie maken, hoe het gebouw er oorspronkelijk uitzag. De plaats waar het nymphaeum ooit stond, wordt nu aangegeven met een bestrating waarachter een rij cipressen geplant is.

## Afbeeldingen

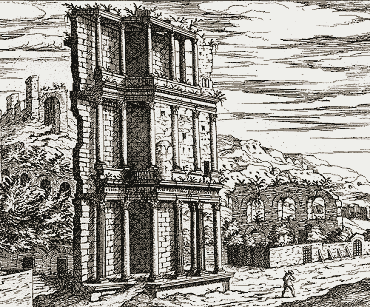
Het Septizonium
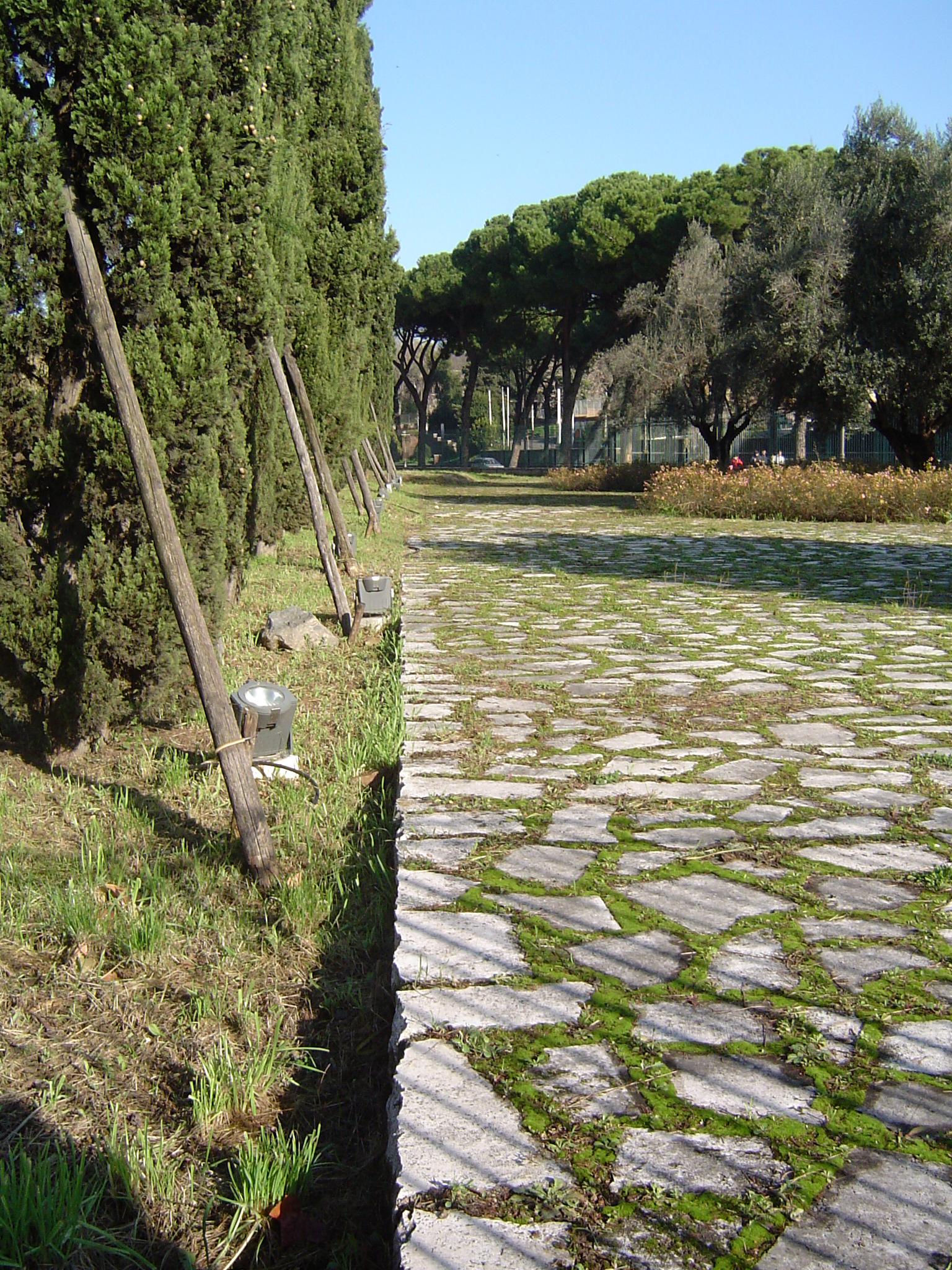
De plaats aan de voet van de Palatijn waar het Septizonium vroeger stond